# Upplands runinskrifter 227
Upplands runinskrifter 227 är en runsten som står cirka sjuttio meter väster om vägskälet mellan Vallentuna, Upplands Väsby och Skånela, i en skogsbacke nära den lilla byn Grana i Vallentuna socken, Uppland. 

## Stenen
Runstenen är av röd granit och är 1,45 meter hög samt 0,8 meter bred. Stenens ornamentik går i Urnesstil och består av en runorm fylld av slingrande utlöpare som bildar ett flertal åttor. Ovanför runbandet som ramar in motivet är stenen krönt med ett kristet och flätat litet ringkors. Den från runor translittererade inskriften lyder enligt nedan: 

## Inskriften
Translitterering av runraden:
× u(l)[k]il × lit × raisa × istain × iftiʀ × fraistain × bruþur isin × a[uk × k]u[ntru] × ifti sun sin ×
Normalisering till runsvenska:
Ulfkell let ræisa stæin æftiʀ Frøystæin, broður sinn, ok kuntru æftiʀ sun sinn.
Översättning till nusvenska:
Ulvkel lät resa stenen efter Frösten, sin broder, och kuntru efter sin son.
Kuntru avser sannolikt namnet på Fröstens moder. Det kan röra sig om en felristning, möjligen för Gudrun.